# Нікольське (Ядринський район)
Ні́кольське (рос. Ниольское, чув. Никольски) — село у Чувашії Російської Федерації, у складі Іваньковського сільського поселення Ядринського району.
Населення — 243 особи (2010; 267 в 2002, 336 в 1979, 442 в 1939, 519 в 1926, 447 в 1897, 191 в 1858). У національному розрізі у селі мешкають чуваші та росіяни.

## Історія
Утворилось як виселок села Чиганари. До 1866 року селяни мали статус державних, займались землеробством, тваринництвом. Діяв храм Покрови Пресвятої Богородиці (1909–1929). 1884 року відкрито однокласну церковнопарафіяльну школу. На початку 20 століття діяло 6 млинів, у 1920-ті роки діяла початкова школа. 1931 року створено колгосп «імені К. Є. Ворошилова». До 1927 року село входило до складу Чиганарської, Ядринської, Слободо-Стрілецької та Ленінської волостей Ядринського повітів. Після переходу 1927 року на райони — у складі Ядринського району.

## Господарство
У селі діють фельдшерсько-акушерський пункт, клуб, спортивний майданчик, 5 кафе, магазин.